# The Evidence of the Film
The Evidence of the Film è un film del 1913 diretto da Lawrence Marston e Edwin Thanhouser. Prodotto dalla Thanhouser Film Corporation, è uno dei due soli cortometraggi diretti dallo stesso Thanhouser. Fu distribuito negli Stati Uniti dalla Mutual Film il 10 gennaio 1913.
L'unica copia conosciuta di questo film fu riscoperta nel 1999 sul pavimento della sala di proiezione in un cinema di Superior (Montana). Nel 2000 il film fu selezionato per la conservazione nel National Film Registry della Biblioteca del Congresso in quanto "culturalmente, storicamente o esteticamente significativo". Nel 2006 fu distribuito in DVD all'interno della raccolta The Thanhouser Collection: DVD Volumes 4, 5 and 6.

## Trama
Il broker Henry Watson deve 20.000 dollari in obbligazioni alla signora Caroline Livingston ma, non volendo pagare, architetta un modo per imbrogliare la cliente. Prepara allora in segreto una busta contenente dei fogli di giornale, quindi, sotto gli occhi dei suoi dipendenti, ne prepara un'altra con le obbligazioni e, prima di uscire, ordina al proprio impiegato di farla consegnare alla signora Livingston. Poco dopo, però, fa cadere il piccolo fattorino incaricato della consegna e, mentre quest'ultimo si rialza, scambia le due buste.
Quando la signora Livingston si accorge del contenuto della busta, il fattorino viene accusato di furto poiché i dipendenti di Watson testimoniano che la busta che gli era stata data conteneva le obbligazioni. La sorella maggiore del fattorino non può fare altro che vedere il fratello mentre viene arrestato, ma qualche giorno dopo trova nella sala di montaggio in cui lavora della pellicola in cui appaiono il fratello e Watson, poiché lo scambio era avvenuto sul set di un film. La sorella sottopone allora ai detective il filmato, che scagiona finalmente il piccolo fattorino e provoca l'arresto di Watson.